# (150520) Dong
(150520) Dong est un astéroïde de la ceinture principale.

## Description
(150520) Dong est un astéroïde de la ceinture principale. Il fut découvert le 3 septembre 2000 à l'observatoire d'Apache Point par le programme Sloan Digital Sky Survey. Il présente une orbite caractérisée par un demi-grand axe de 2,60 UA, une excentricité de 0,10 et une inclinaison de 3,2° par rapport à l'écliptique.

## Compléments